# Ersa (Francia)
Ersa (/ˈɛrsa/, in corso Ersa /ˈærsa/) è un comune francese di 154 abitanti situato nel dipartimento dell'Alta Corsica nella regione della Corsica. È il comune più a nord dell'isola.
Ersa è un comune francese sparso avente il capoluogo nella località di Piazza. Altre località sono: A Rota, Boticella, Cucincu, Granaghjulu, Guadellu, Gualdu, Poghju, Suertu, Tollare e Barcaggio, al largo del quale si erge l'isola della Giraglia, anch'essa parte del territorio comunale.

## Società

### Evoluzione demografica
Abitanti censiti